# Rue Vide-Gousset
La rue Vide-Gousset est une voie du 2e arrondissement de Paris, en France.

## Situation et accès
La rue Vide-Gousset est une voie publique située dans le 2e arrondissement de Paris. Elle débute au 1, rue d'Aboukir et se termine au 2, rue du Mail.
Le quartier est desservi par la ligne 3, à la station Sentier.

## Origine du nom
On suppose qu'elle doit ce nom en raison de quelques vols qui s'y sont commis lorsqu'elle était isolée, près de l'enceinte de Charles V.

## Historique
Avant la formation de la place des Victoires, en 1685, cette rue faisait partie de la rue du Petit-Reposoir. Plus tard, le voisinage des murs de la Ville, aux Fossés Montmartre, qui étaient fréquemment le théâtre de vols commis sur les rares habitants de ce quartier, prit le nom de « rue Vide-Gousset ».
En 1706, elle est indiquée dans un contrat sous le nom de « rue Vieille-Doucet ».
En 1771, à la suite des malversations du ministre des Finances, l'abbé Terray, organisateur du pacte de famine, et de la création de nouveaux impôts qui avaient motivé de vives réclamations de la part des malheureux contribuables, l'inscription de « rue Vide Gousset » disparut et à sa place on écrivit « rue Terray ». L'abbé ne fit qu'en rire et s'écria comme Mazarin : « Ils plaisantent, donc ils paieront ! »
Le percement de la rue Étienne-Marcel, en 1858, en a fait disparaître la plus grande partie.

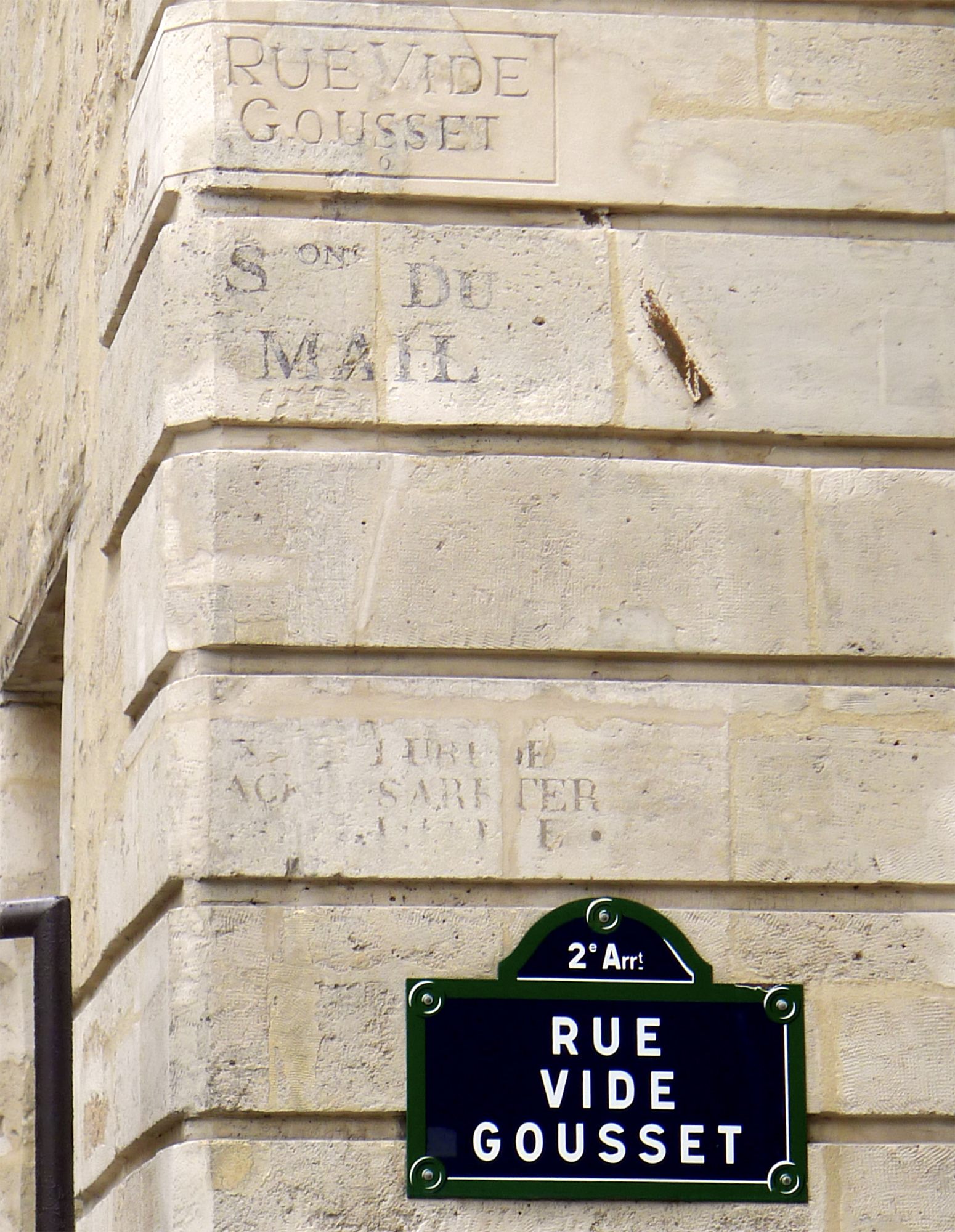
Plaque actuelle et anciens noms.

## Bâtiments remarquables et lieux de mémoire

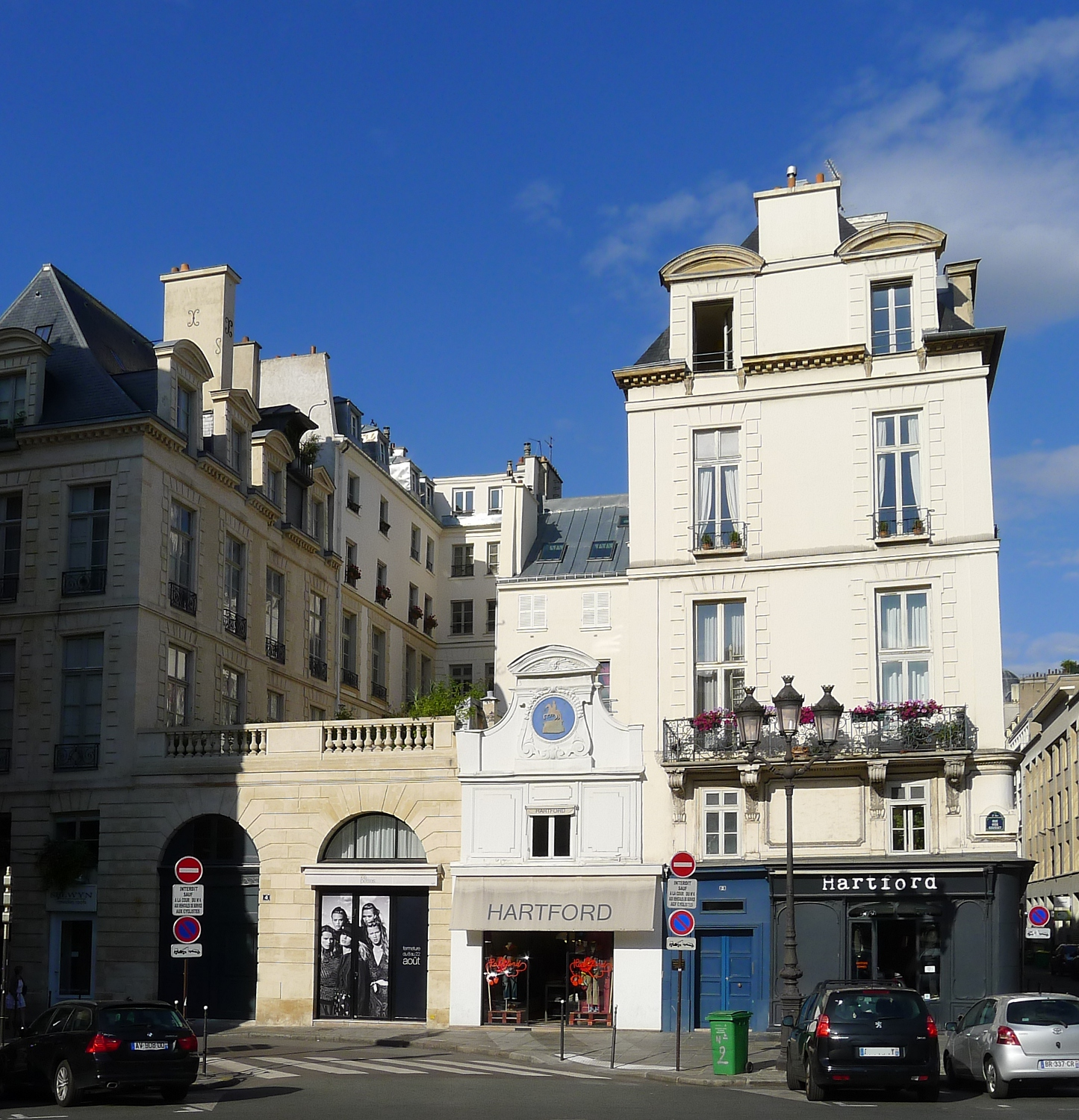
Hôtel Rambouillet de la Sablière, à l'angle des rues Vide-Gousset et d'Aboukir (bâtiment inscrit aux M.H.).

À l’angle avec la rue du Mail, l’inscription « Son du Mail », sur une pierre d’assise, date de la Révolution. La douzième section est appelée « Section de la place Louis XIV », de 1790 à 1792. À cette date, elle prend le nom de « Section du Mail », puis, en 1793, «  Section Guillaume Tell ». 
Plus bas, on devine l’inscription « Défense aux voitures de place de s’arrêter dans cette rue. 
- No 2 : hôtel Rambouillet de la Sablière.

## Pour approfondir